# Styx
Styx – amerykańska grupa rockowa popularna w latach 70 i 80. Wylansowała takie przeboje jak: „Boat On The River”, „Come Sail Away,” „Babe,” „Lady,” „Mr. Roboto,” i „Renegade”. W swojej kolekcji posiada trzy potrójnie platynowe albumy, jeden podwójnie platynowy, dwa platynowe i siedem złotych. Założona w 1970 w Chicago. Obecnie zespół tworzą: Tommy Shaw (wokalista i gitarzysta), James „J.Y.” Young (wokalista i gitarzysta), Todd Sucherman (perkusista), Lawrence Gowan (wokalista i klawiszowiec), Ricky Phillips (basista i wokalista) i Chuck Panozzo (basista). Grupa wydała 15 albumów studyjnych.

## Dyskografia
Albumy
- 1972 – Styx
- 1973 – Styx II
- 1973 – The Serpent Is Rising
- 1974 – Man of Miracles
- 1975 – Equinox
- 1976 – Crystal Ball
- 1977 – The Grand Illusion
- 1978 – Pieces of Eight
- 1979 – Cornerstone
- 1981 – Paradise Theatre
- 1983 – Kilroy was Here
- 1990 – Edge of the Century
- 1999 – Brave New World
- 2003 – Cyclorama
- 2005 – Big Bang Theory
- 2017 – The Mission
- 2021 – Crash of the Crown[2]
- 2025 – Circling from Above[3]

Single
- 1972 – „Best Thing”
- 1975 – „Lady”
- 1975 – „You Need Love”
- 1976 – „Lorelei”
- 1976 – „Mademoiselle”
- 1977 – „Come Sail Away”
- 1978 – „Fooling Yourself (The Angry Young Man)”
- 1978 – „Blue Collar Man (Long Nights)”
- 1979 – „Sing For The Day”
- 1979 – „Renegade”
- 1979 – „Babe”
- 1980 – „Why Me”
- 1980 – „Borrowed Time”
- 1981 – „The Best Of Times”
- 1981 – „Too Much Time On My Hands”
- 1981 – „Nothing Ever Goes As Planned”
- 1983 – „Mr. Roboto”
- 1983 – „Don't Let It End”
- 1983 – „High Time”
- 1984 – „Music Time”
- 1990 – „Love Is The Ritual”
- 1991 – „Show Me The Way”
- 1991 – „Love At First Sight”
- 1997 – „Paradise”
- 2003 – „Waiting For Our Time”
- 2004 – „I Am the Walrus”